# Dia-Scan

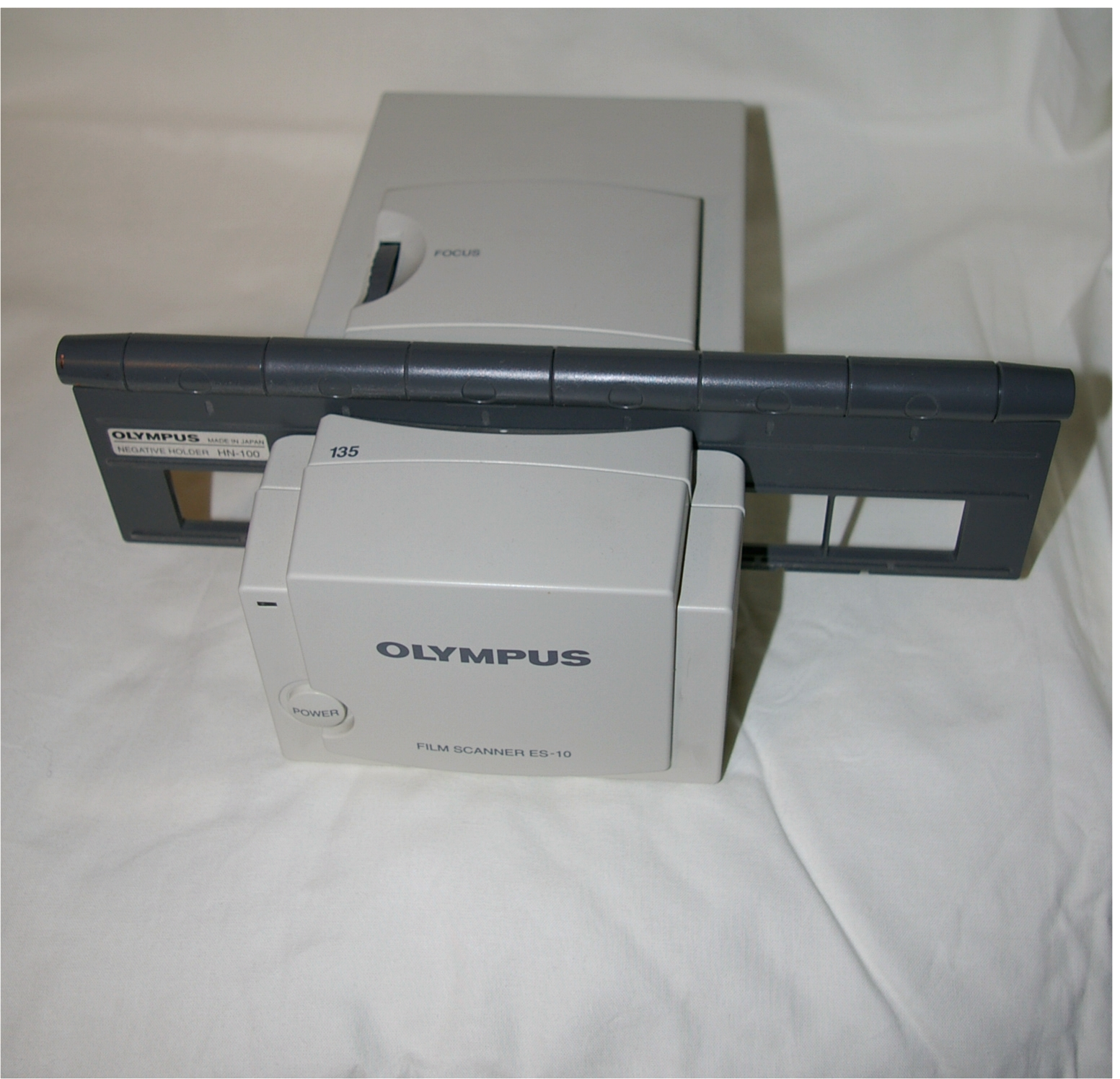
Film- und Diascanner mit 5er Filmstreifenhalter

Ein Dia-Scan ist ein Reproduktionsverfahren, bei dem ein Diapositiv mittels eines speziellen Scanners digitalisiert wird.

## Grundprinzip

Film- und Diascanner

Das beleuchtete Dia wird zeilenweise abgetastet. Dabei werden die unterschiedlichen Farben und Helligkeiten pixelweise in digitale Signale umgewandelt und gespeichert.

## Auflösung
Die Auflösung guter Diascanner im Amateurbereich liegt bei 4600 ppi, semiprofessionelle Geräte erreichen 7200 ppi.
Höhere Auflösungen werden oft nur durch Trommelscanner erreicht.

Da gute Geräte nicht nur mit einer hohen Punktdichte, sondern auch mit einem sehr hohen Dichteumfang scannen können, sind sie in der Lage, den hohen Kontrastumfang eines Diapositivs angemessen zu übertragen.

Solcherart gescannte Dias erzeugen sehr große Bilddateien: Bei einem Dia von 24 mm × 36 mm etwa ergeben sich bei 3600 ppi schon ca. 17 Megapixel, bei 6400 ppi etwa 54 Megapixel.
Derart große Bilddateien sind nicht in allen Anwendungsfällen sinnvoll, da für die meisten Anwendungsfälle (Beamer, kleine Abzüge,…) deutlich kleinere Datenmengen ausreichen.

## Farbtiefe
Dias besitzen eine besondere Eigenart. Denn kaum ein anderes Fotomedium liefert ein so breites und dynamisches Farbspektrum, wie das Dia. Um dieser Besonderheit gerecht zu werden, müssen auch Diascanner entsprechend konzipiert sein. Die meisten Diascanner besitzen deshalb eine Farbtiefe zwischen 24 Bit und 48 Bit. Das entspricht einen Raum von 16,7 Millionen und 281 Billionen Farbtönen.

## Diascanner

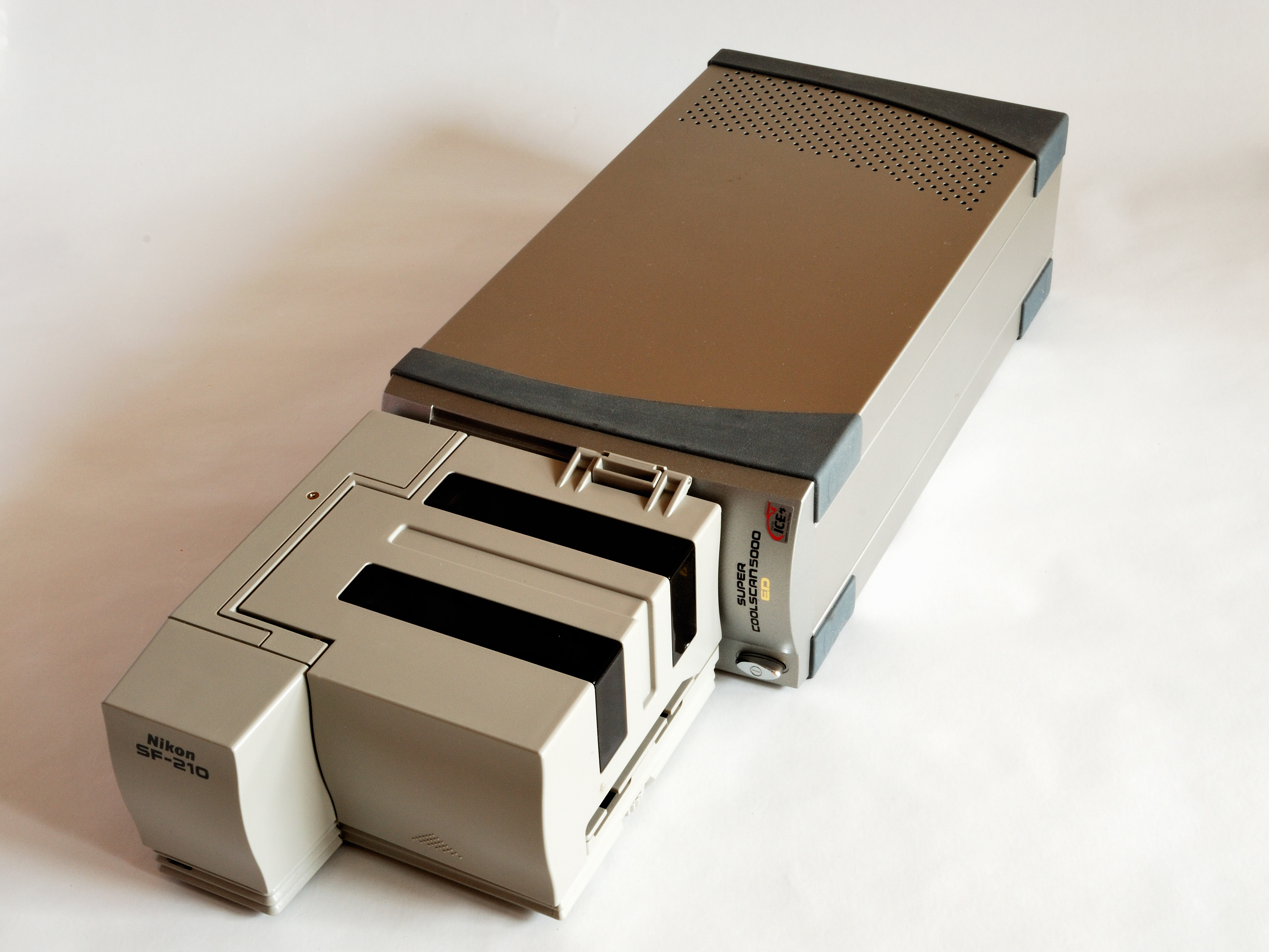
Film- und Diascanner Nikon Coolscan 5000 ED mit Diamagazin SF-210 für Stapelbetrieb

Diascanner sind speziell gebaute Scanner, um gerahmte Diapositive und in den meisten Fällen auch Negativfilme zu digitalisieren. Die für den amateur- und semiprofessionellen Bereich handelsüblichen Geräte sind in der Regel für das Kleinbildformat gebaut; es sind aber auch Scanner für Mittelformat-Vorlagen erhältlich. Einige Modelle können über einen Adapter mehrere Dias im Stapelbetrieb verarbeiten, zum Teil aus handelsüblichen Diamagazinen.
Das digitale Ausgabeformat reicht von JPG über TIFF bis zu RAW.
Je nach Hersteller verfügen die Diascanner über eine USB- oder Firewire-Schnittstelle.

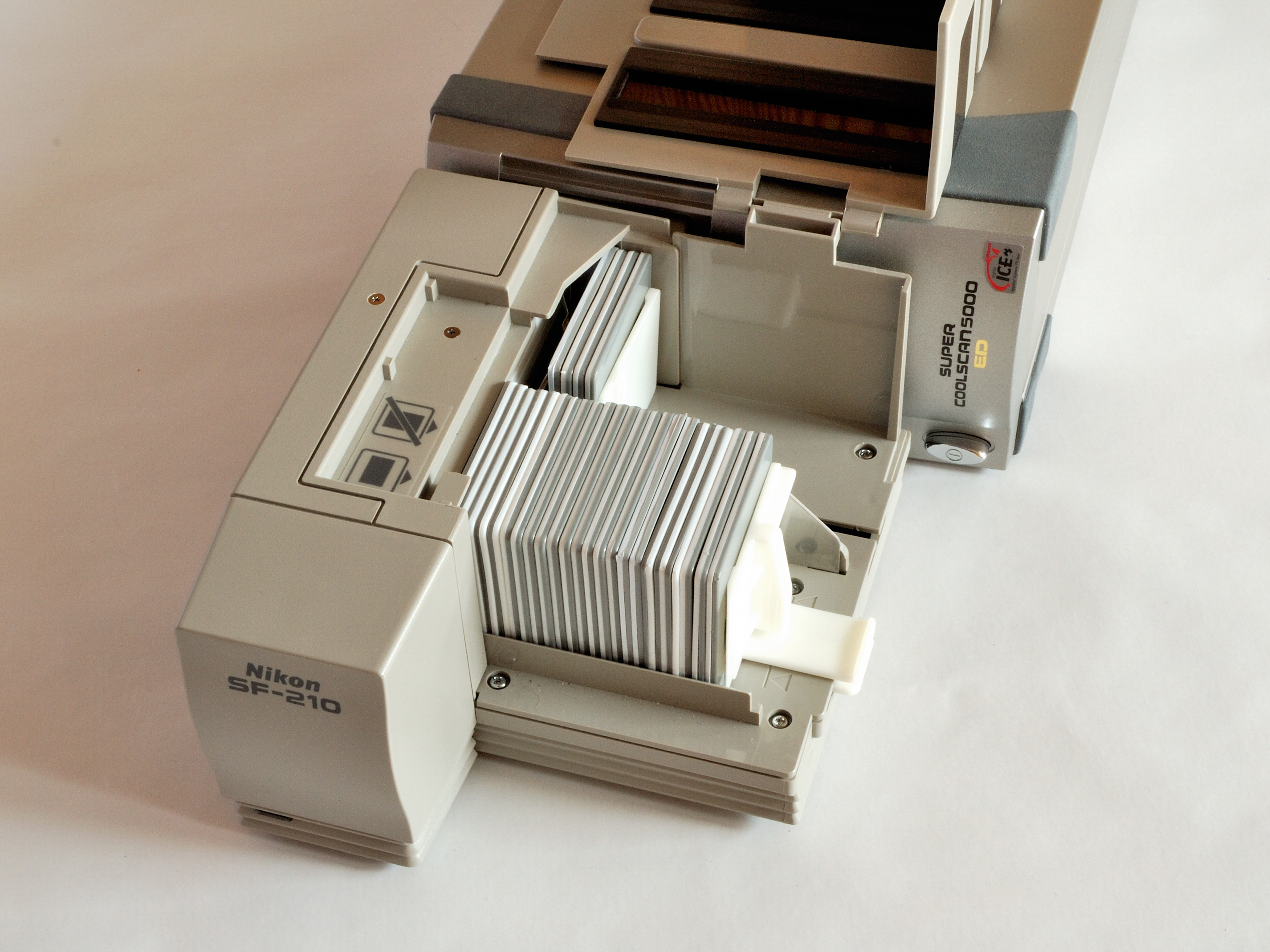
Derselbe Scanner mit dem geöffneten Diamagazin

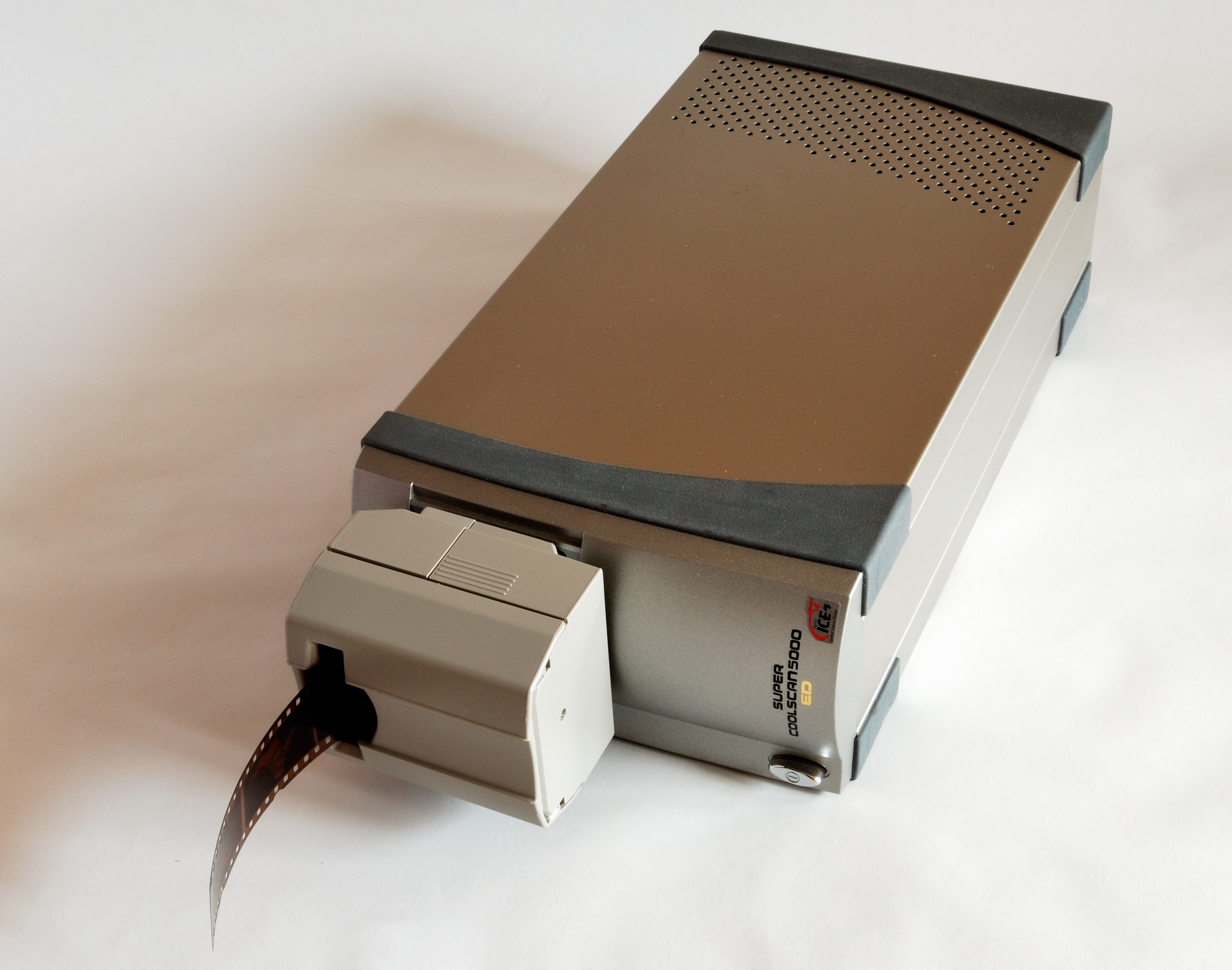
… und mit Filmstreifenadapter SA-30

Einige Hardware- und Software-Entwickler haben spezielle Technologien entwickelt, die großen Einfluss auf die Qualität des Scan-Ergebnisses nehmen können. Relevant sind unter anderen:

### Staub- und Kratzerkorrektur
Auf vielen Dias befinden sich Kratzer oder Fingerabdrücke; Staubpartikel lassen sich kaum ganz vermeiden. Ein kleines Staubkörnchen kann, auf eine Leinwand projiziert, wie ein Vogel am blauen Himmel wirken. Es gibt mehrere Verfahren, solche Defekte schon beim Scannen zu erkennen und zu beseitigen:

#### ICE, SRD, iSRD, Infrared Cleaning
ICE ist eine Abkürzung für Image Correction and Enhancement, SRD steht für Smart Removal of Defects, iSRD setzt wie ICE und Infrared Cleaning zusätzlich den Infrarotkanal des Scanners ein. Die lange Wellenlänge infraroten Lichts durchstrahlt die Farbemulsion von Negativen und Dias nahezu ungehindert; Kratzer, Staubpartikel und Flusen dagegen werfen Schatten. Aus den so ermittelten Positionsdaten kann die Infrarot-Technologie anhand der umliegenden Pixel eine automatische Staub- und Kratzerkorrektur durchführen. Im Falle von iSRD wird das Bild in zwei Durchgängen gescannt. Im ersten Durchgang wird der Infrarotscan ausgeführt, im zweiten Durchgang der reguläre RGB-Scan. Anschließend erfolgt die rechnerische Staub- und Kratzerentfernung über einen zusätzlichen Bildkanal, der automatisch aus dem infraroten Bild erstellt wird. iSRD funktioniert bis auf wenige Ausnahmen mit allen Durchsichtscannern, die über eine Infrarot-Lichtquelle verfügen und lässt sich, im Gegensatz zu ICE auch manuell bedienen. Dabei kann die Bildqualität durch zusätzliche Optionen wie beispielsweise unterschiedlich starke Korrekturen auf bestimmten Bildteilen weiter verbessert werden. ICE ist in vielen aktuellen Geräten hardwareseitig implementiert. SRD und Infrared Cleaning sind hingegen reine Softwareimplementierungen auf PC-Seite, die die Rohdaten des Infrarotkanals benutzen. Sie funktionieren daher im Prinzip mit jedem Scanner.
Fast alle Methoden, die den Infrarotkanal verwenden, scheitern allerdings bei Filmmaterial auf Silberbasis (dies gilt für die Mehrheit der Schwarzweiß-Filme). Auch bei Kodachrome-Diapositivfilmen sind die Ergebnisse wegen des speziellen Aufbaus (drei Schichten auf Silberbasis) in der Regel unbrauchbar. Die langwelligen Infrarotstrahlen können in diesen Filmen enthaltene Materialien wie Silberpartikel nicht durchstrahlen. Diese Partikel werden also wie Defekte behandelt, d. h. wegretuschiert. Das resultierende Bild ist äußerst unscharf. 2004 brachte die Firma Nikon mit dem Super Coolscan 9000 ED einen Scanner heraus, der Kodachrome-Filme mit Hilfe eines verbesserten ICE-Verfahrens (ICE4 Professional) ohne weitere Software von Staub und Kratzern befreien kann. Mit iSRD und Infrared Cleaning lassen sich mittlerweile ebenfalls Kodachrome-Dias ohne Schärfeverlust zuverlässig von Staub und Kratzern befreien. Hilfreich ist auch eine vorhergehende Kalibrierung mit einem speziellen Kodachrome-IT8 Target.

#### FARE,Auto Dust
Einige Scanner-Hersteller vermarkten andere, eigene Verfahren zur Staub- und Kratzerentfernung unter verschiedenen Markennamen.

### Rauschminderung mitMulti-Sampling
Hierbei wird das Bild mehrfach gescannt und jedem Pixel im Bild der Mittelwert der Pixelwerte aller Einzelscans zugewiesen. Ein Vierfachscan führt dabei in der Theorie zu einem um Faktor 2 besseren Signal-Rausch-Verhältnis. Einige Scanner unterstützen Mehrfachscans direkt, d. h. der Sensor ist in der Lage, dieselbe Zeile mehrfach hintereinander auszulesen. Ist das nicht möglich, lassen sich alternativ nacheinander mehrere einzelne Komplettscans machen und verarbeiten. Mechanische Toleranzen können hierbei unter Umständen dazu führen, dass die einzelnen Scans nicht exakt deckungsgleich sind, was zu unscharfen Bildern führen kann.

### Erweiterung des Dynamikumfangs mitMulti-Exposure
Dieses Verfahren wurde von der Firma LaserSoft Imaging entwickelt. Es funktioniert nur mit Scannern, bei denen man die Belichtungsintensität verändern kann. Der Dynamikumfang spielt eine entscheidende Rolle für die Qualität einer Aufnahme; im Allgemeinen bedeutet ein größerer dynamischer Umfang auch bessere Ergebnisse. Durch die Verwendung multipler Schichten mit unterschiedlicher Empfindlichkeit erreichen moderne Schwarz-Weiß-Filme, Farbnegativfilme und Diafilme einen hohen Dynamikumfang schon bei der Aufnahme, der durch normales (einmaliges) Scannen nur von ganz wenigen hochwertigen Scannern erfasst werden kann. Mit Multi-Exposure bleibt durch mehrfaches Scannen mit unterschiedlichen Belichtungen der maximale Dynamikumfang, also der des Originals erhalten. Dieses Verfahren unterscheidet sich vom klassischen Multi-Sampling, bei welchem durch mehrfaches Scannen mit derselben Belichtungsintensität allgemeines Rauschen im Bild reduziert wird; dies leistet Multi-Exposure zusätzlich.

## Mikroskopie
Einige Scanner-Typen eignen sich auch als Mikroskopersatz. Statt eines Dias wird bei ihnen eine Halterung mit dem abzubildenden Präparat eingesetzt und gescannt. Hierzu bieten manche Hersteller eigens entwickeltes Zubehör an, jedoch lässt sich eine solche Halterung u. U. auch durch Verwendung eines doppelwandigen Glas-Diarahmens improvisieren.